# Día de la Unidad Nacional (Georgia)
Día de la Unidad Nacional de Georgia (en georgiano: ეროვნული ერთიანობის დღე) es día de fiesta nacional, que se celebra el 9 de abril.

## Historia
Después de la Asamblea de Lijni el 18 de marzo de 1989, cuando varios miles de abjasos pidieron la secesión de Georgia y la restauración del estatus el conflicto entre el gobierno soviético y los nacionalistas georgianos se intensificó. Fue organizada una serie de manifestaciones no autorizadas. Las protestas alcanzaron su punto culminante el 4 de abril de 1989 dirigido por Merab Kostava, Zviad Gamsakhurdia, Giorgi Chanturia, Irakli Bathiashvili, Irakli Tsereteli u otros.
En la noche del 8 de abril de 1989, el Coronel General Ígor Rodiónov, jefe del Distrito Militar del Transcáucaso, ordenó la movilización de tropas. Los manifestantes rechazaron disolverse. Las unidades de la policía local georgiana fueron desarmadas antes de la operación. 
El 9 de abril las tropas y tanques soviéticos bajo el mando del general Aleksandr Lébed rodearon la zona de manifestaciones. Las tropas soviéticas recibieron las órdenes del general Rodionov de disolver y limpiar la avenida de manifestantes por el medio que fuese necesario. Los soldados atacaron a los manifestantes con palas militares metálicas, hiriendo tanto leve como gravemente a quien golpeaban, se usaron gases tóxicos contra los manifestantes, con vómitos, problemas respiratorios y parálisis del sistema nervioso central. Ataques similares de soldados soviéticos tuvieron como resultado la muerte de 20 personas, principalmente mujeres jóvenes y mayores y sobre 4.000 personas fueron heridas.

## Consecuencias
La tragedia del 9 de abril radicalizó a la oposición georgiana contra el poder soviético. Unos meses después, en sesión del Soviet Supremo de la RSS de Georgia, llevado a cabo entre el 17 y 18 de noviembre de 1989, oficialmente condenó la ocupación y la anexión de la República Democrática de Georgia en 1921 por parte de la Rusia soviética.
El 9 de abril, segundo aniversario de la tragedia, el Consejo Supremo de la República de Georgia proclamó la soberanía georgiana y la independencia de la Unión Soviética.